# Ferdinand Schwarz (Musiker)
Ferdinand Schwarz (* 28. August 1997 in Köln) ist ein deutscher Jazzmusiker (Trompete).

## Leben und Wirken
Schwarz wuchs in Köln-Sülz auf und erhielt ab dem Alter von sieben Jahren Trompetenunterricht. Seine Schulzeit verbrachte er am Schiller-Gymnasium Köln, wo er bereits erfolgreich an Musikwettbewerben teilnahm. Er nahm dort an dem Schulprogramm Schiller musiziert teil. Seit 2016 studiert er an der Hochschule für Musik und Tanz Köln Jazz-Trompete bei Andy Haderer, Hubert Nuss, Niels Klein und Florian Ross. 2018 erhielt er das Deutschlandstipendium.
Seit 2014 begleitet er die Band AnnenMayKantereit als ständiger Gastmusiker bei Tourneen. Des Weiteren gastierte er bei Bands wie Milky Chance, Giant Rooks, Von Wegen Lisbeth, Junius Meyvant und Goldroger. Er gehört zur improvisierenden Jazz/Hip-Hop Gruppe Bokoya, sowie zum 2016 gegründeten Quintett Wels. Er war zwischen 2017 und 2018 Mitglied des Jugendjazzorchesters NRW und spielt seit 2018 im Bundesjazzorchester.
Konzerte führten ihn bisher durch die USA, Kanada, Israel, den Balkan, England, Belgien, die Schweiz und die Niederlande. Er arbeitete mit Musikern wie Robert Landfermann und Stefan Karl-Schmidt Leif Berger, Riaz Khabirpour und gastierte auf dem Jazzfestival Viersen.

## Preise und Auszeichnungen
Sein Duett mit dem Pianisten Darius Heid wurde 2016 beim Wettbewerb Jugend jazzt auf Bundesebene mit dem Preis des Deutschlandfunks und dem Förderpreis der UDJ ausgezeichnet; zudem erhielt Schwarz einen Solistenpreis.

## Diskografie
- 2016: Alles Nix Konkretes mit AnnenMayKantereit, Vertigo Berlin[16]
- 2016: AnnenMayKantereit & Freunde - Live in Berlin, mit AnnenMayKantereit, Vertigo Berlin[16]
- 2018: 30 Jahre Bundesjazzorchester mit dem Bundesjazzorchester, Double Moon Records[17]
- 2019: Introducing mit Bokoya, Wadada Records[16]
- 2019: Chasing Memories mit der Pascal Klewer Bigband, Unit Records[18]